# Mlatirejo
Mlatirejo is een bestuurslaag in het regentschap Rembang van de provincie Midden-Java, Indonesië. Mlatirejo telt 910 inwoners (volkstelling 2010).